# سامانه اطلاعات آژانس اطلاعاتی
سامانه اطلاعات آژانس اطلاعاتی یک پایگاه داده قابل جستجو است که توسط آژانس امنیت داخلی آلمان «اداره فدرال نگهبانی از قانون اساسی» مدیریت می‌شود. داده‌های ذخیره شده در این سامانه، به آسانی در دسترس اداره فدرال نگهبانی از قانون اساسی، آژانس اطلاعات خارجی «آژانس اطلاعات فدرال» و آژانس اطلاعات نظامی «سازمان ضد جاسوسی نظامی» قرار می‌گیرد.

## حجم اطلاعات
در سال ۲۰۰۸ این سامانه شامل بیش از یک میلیون مجموعه داده اطلاعات فردی می‌شد.
شمار مجموعه داده گردآوری شده در آغاز هر سال (میلیون نفر)

## تغییر نام
در ۲۴ ژوئن ۲۰۱۲ با ارتقا این پایگاه داده، نام آن به «شبکه دانش سامانه اطلاعات آژانس اطلاعاتی» تغییر کرد.

## مبادله بین‌المللی داده‌ها

### ایالات متحده آمریکا
در سال ۲۰۱۲ اداره فدرال نگهبانی از قانون اساسی آلمان بیش از ۸۶۴ مجموعه داده اطلاعات شخصی را در اختیار جامعه اطلاعاتی ایالات متحده آمریکا از جمله آژانس اطلاعات مرکزی (سیا)، آژانس امنیت ملی ایالات متحده آمریکا و هفت آژانس دولتی دیگر ایالات متحده آمریکا قرار داد. در مقابل، آژانس اطلاعات فدرال آلمان داده‌های ۱۸۳۰ عملیات اطلاعاتی را از آژانس‌های دولتی آمریکا دریافت کرد.